# Няма не искам
Няма не искам е единадесетият албум на Слави Трифонов и Ку-ку бенд, издаден през 1999 г..

## Песни в албума
1. Няма не искам
2. Не ме моли
3. Сафари
4. До Чикаго
5. Темна ли е мъгла паднала
6. Вземи огин, запали ме
7. Камикадзе
8. Бяло
9. Като струна
10. ...и назад
11. Светлина
12. Братя по съдба
13. Няма не искам (инструментал)
14. Камикадзе (инструментал)

## Екип

### Ку-ку бенд
- Евгени Димитров-Маестрото – клавишни инструменти
- Георги Милчев-Годжи – бас-китара
- Цветан Недялков – китари
- Николай Арабаджиев-Шерифа – китари
- Илия Илиев – кларинет
- Йордан Йончев-Гъмзата – тромпет, басфлигорна
- Евгени Йотов – тенор саксофон
- Венелин Венков-Джако – барабани и перкусии
- Калин Вельов – перкусии
- Слави Трифонов – вокал и перкусии
- Нина Николина – соло вокал

### Специални гости
- Йорданка Христова
- Ирина Флорин
- Михаил Белчев

### Гост музиканти
- Лили Йончева – перкусии
- Струнен квартет в състав: Емил Халтъков – цигулка, Ива Джаджева – цигулка, Евелина Халтъкова – виола и Стоян Божков – виолончело.